# Sadillac
Sadillac är en kommun i departementet Dordogne i regionen Nouvelle-Aquitaine i sydvästra Frankrike. Kommunen ligger i kantonen Eymet som tillhör arrondissementet Bergerac. År 2022 hade Sadillac 102 invånare.

## Befolkningsutveckling
Antalet invånare i kommunen Sadillac
Referens:INSEE